# Cynthia Majeke
Cynthia Nocollege Majeke é uma política sul-africana afiliada ao partido Movimento Democrático Unido (UDM). Entre 2014 e 2019, Majeke foi Membro do Parlamento na Assembleia Nacional.

## Carreira parlamentar
Membro do Movimento Democrático Unido, Majeke candidatou-se nas eleições gerais de 7 de maio de 2014. Ela era a terceira na lista regional-a-nacional do seu partido. Ela não foi eleita para a Assembleia Nacional no início, no entanto, Lennox Gaehler optou por não servir na Assembleia Nacional para ir ao Conselho Nacional das Províncias. O UDM posteriormente escolheu Majeke.

### Mandato
O mandato de Majeke como MP começou no dia 21 de maio de 2014.
Em agosto de 2017, ela e outros parlamentares do Comité de Portefólio de Educação Básica envolveram-se num acidente de carro fora de Paarl, no Cabo Ocidental. A Ministra da Educação Básica, Angie Motshekga, visitou-a no hospital.
Majeke deixou o parlamento no dia 7 de maio de 2019.

### Atribuições de comité
Em 20 de junho de 2014, os comités foram constituídos e ela recebeu as suas atribuições. As participações nos comités eram as seguintes:
- Comité de Portefólio de Educação Básica[6]
- Comité de Portefólio de Saúde[6]
- Comité de Portefólio de Assentamentos Humanos[6]
- Comité de Portefólio sobre Mulheres na Presidência[6]
- Comité de Multipartidária do Grupo de Mulheres[6]